# Centris americana
Centris americana är en biart som först beskrevs av Johann Christoph Friedrich Klug 1810.  Centris americana ingår i släktet Centris och familjen långtungebin. Inga underarter finns listade.

## Bildgalleri

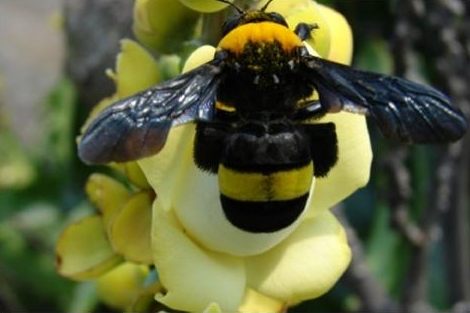